# Wethersfield (Connecticut)
Wethersfield – miasto w Stanach Zjednoczonych, w stanie Connecticut, w hrabstwie Hartford.